# Banco de España (métro de Madrid)
Banco de España est une station de la ligne 2 du métro de Madrid, en Espagne.

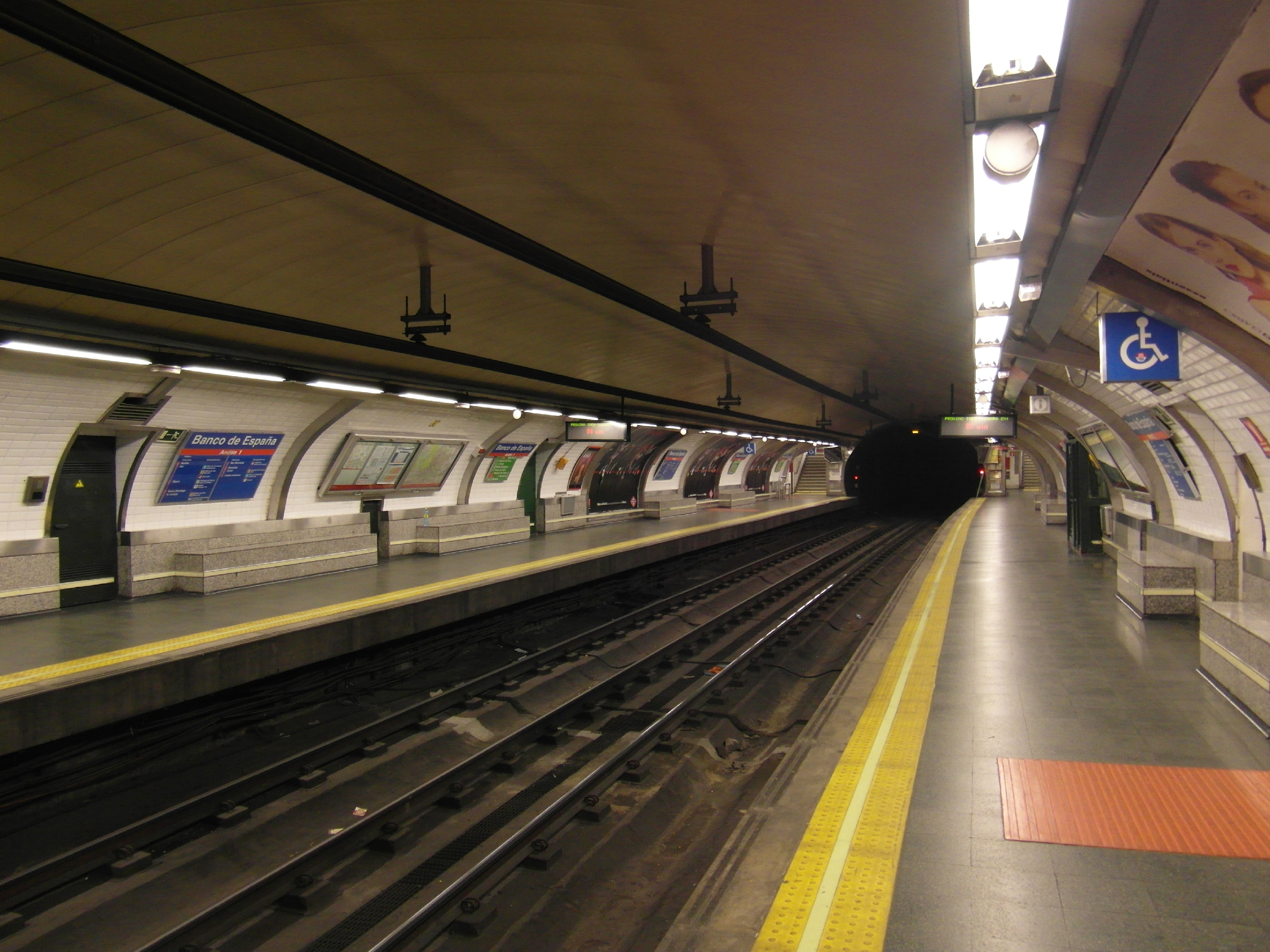
Les quais de la station.

## Situation sur le réseau
La station est située entre Sevilla à l'ouest, en direction de Cuatro Caminos, et Retiro à l'est, en direction de Las Rosas. Elle est établie sous la rue d'Alcalá, près de la place de Cybèle et de l'édifice principal de la Banque d'Espagne, dans l'arrondissement du Centre.

## Histoire
La station est mise en service le 11 juin 1924, lors de l'ouverture à l'exploitation de la première section de la ligne 2 entre les stations Sol et Ventas.

## Service des voyageurs

### Accueil
La station possède quatre accès situés rue d'Alcalá, équipés d'escaliers, mais sans escalier mécanique ni ascenseur.

### Intermodalité
La station est en correspondance avec les lignes de bus no 1, 2, 5, 9, 10, 14, 15, 20, 27, 34, 37, 45, 51, 52, 53, 74, 146, 150 et Express Aéroport du réseau EMT.

## Sites desservis
La station est proche de la place de Cybèle, du palais des Communications, du palais de Linares, du Cercle des Beaux-Arts et de la Banque d'Espagne.